# Province de Guadalajara
Pour les articles homonymes, voir Guadalajara.
La province de Guadalajara (en espagnol : Provincia de Guadalajara) est l'une des cinq provinces de la communauté autonome de Castille-La Manche, dans le centre de l'Espagne. Sa capitale est la ville de Guadalajara.

## Géographie
Située au nord-est de la communauté autonome, la province de Guadalajara couvre une superficie de 12 167 km2.
Elle est bordée au nord par la province de Soria (communauté autonome de Castille-et-León), au nord-est par la province de Saragosse, à l'est par la province de Teruel (ces deux dernières provinces dans la communauté autonome d'Aragon), au sud par la province de Cuenca, à l'ouest par la communauté de Madrid et au nord-ouest par la province de Ségovie (communauté autonome de Castille-et-León). 

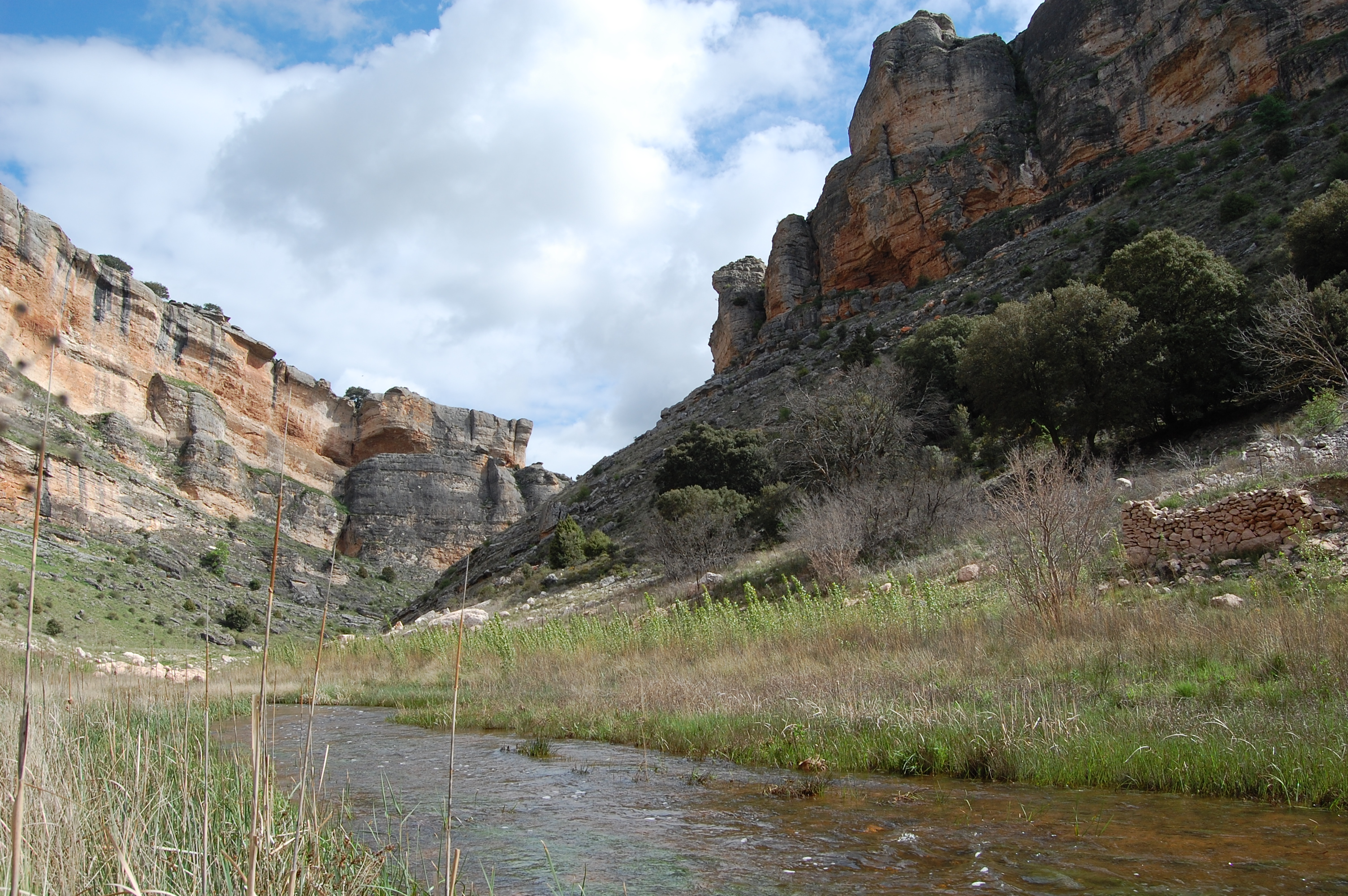
Canyon du Río Salado

## Population
En 2005, sa population s'élevait à 203 696 habitants (INE) pour une superficie de 12 167,4 km2 ; la densité de la population était de 16,74 habitants/km2. Près de 40 % de la population de la province étaient regroupés dans la capitale. 

## Subdivisions

### Comarques
La province de Guadalajara est subdivisée en quatre comarques :
- La Alcarria
- La Campiña
- La Serranía
- Señorío de Molina-Alto Tajo.

### Communes
La province de Guadalajara compte 288 communes (municipios en espagnol), dont les trois quarts sont des villages de moins de 200 habitants.

## Espaces naturels

### Parcs naturels
- Parc naturel du Haut-Tage
- Hayedo de Tejera Negra
- Parc naturel du ravin de Dulce rivière

### Sites naturels
- Barranco del Río Dulce

### Réserves naturelles
- Lagunes de Puebla de Beleña
- Collines marneuses de Pastrana y Yebra
- Collines volcaniques de La Miñosa
- Prés humides de Torremocha del Pinar

## Événements
- 17 juillet 2005 : onze pompiers trouvent la mort en Espagne alors qu'ils tentaient d'éteindre un incendie qui détruira quelque 12 000 hectares de végétation dans la province de Guadalajara.